# Hans-Herman Gwinner
Hans-Herman Gwinner – niemiecki brydżysta.

## Wyniki brydżowe

### Zawody światowe
W światowych zawodach zdobył następujące lokaty:
| Mistrzostwa Świata. Konkurencja teamów | Mistrzostwa Świata. Konkurencja teamów | Mistrzostwa Świata. Konkurencja teamów                | Mistrzostwa Świata. Konkurencja teamów | Mistrzostwa Świata. Konkurencja teamów | Mistrzostwa Świata. Konkurencja teamów |
| Rok                                    | Miejsce                                | Zawody                                                | Kategoria                              | Drużyna                                | Pozycja                                |
| -------------------------------------- | -------------------------------------- | ----------------------------------------------------- | -------------------------------------- | -------------------------------------- | -------------------------------------- |
| 2012                                   | Lille                                  | 5. Otwarte Mistrzostwa Świata Teamów Mikstowych       | Miksty                                 | Fugger                                 | 19                                     |
| 2006                                   | Werona                                 | 12. Mistrzostwa Świata                                | Open                                   | Gwinner                                | 33                                     |
| 2004                                   | Stambuł                                | 3. Transnarodowe Mistrzostwa Świata Teamów Mikstowych | Miksty                                 | Langer                                 | 70                                     |
| 1998                                   | Lille                                  | 10. Mistrzostwa Świata                                | Open                                   | Gwinner                                | 33                                     |
| 1994                                   | Albuquerque                            | 9. Mistrzostwa Świata                                 | Open                                   | Maybach                                | 33                                     |
| 1982                                   | Biarritz                               | 6. Mistrzostwa Świata                                 | Open                                   | Auhagen                                | 38                                     |

| Mistrzostwa Świata. Konkurencja par | Mistrzostwa Świata. Konkurencja par | Mistrzostwa Świata. Konkurencja par | Mistrzostwa Świata. Konkurencja par | Mistrzostwa Świata. Konkurencja par | Mistrzostwa Świata. Konkurencja par |
| Rok                                 | Miejsce                             | Zawody                              | Kategoria                           | Partner                             | Pozycja                             |
| ----------------------------------- | ----------------------------------- | ----------------------------------- | ----------------------------------- | ----------------------------------- | ----------------------------------- |
| 2006                                | Werona                              | 12. Mistrzostwa Świata              | Miksty                              | Darina Langer                       | 230                                 |
| 2006                                | Werona                              | 12. Mistrzostwa Świata              | Open                                | Andreas Pawlik                      | 135                                 |
| 1998                                | Lille                               | 10. Mistrzostwa Świata              | Open                                | Andreas Pawlik                      | 62                                  |
| 1998                                | Lille                               | 10. Mistrzostwa Świata              | Miksty                              | Darina Langer                       | 104                                 |
| 1990                                | Genewa                              | 8. Mistrzostwa Świata               | Open                                | Andreas Pawlik                      | 49                                  |

### Zawody europejskie
W europejskich zawodach zdobył następujące lokaty:
| Zawody europejskie. Konkurencja teamów | Zawody europejskie. Konkurencja teamów | Zawody europejskie. Konkurencja teamów   | Zawody europejskie. Konkurencja teamów | Zawody europejskie. Konkurencja teamów | Zawody europejskie. Konkurencja teamów |
| Rok                                    | Miejsce                                | Zawody                                   | Kategoria                              | Drużyna                                | Pozycja                                |
| -------------------------------------- | -------------------------------------- | ---------------------------------------- | -------------------------------------- | -------------------------------------- | -------------------------------------- |
| 2013                                   | Ostenda                                | 6. Otwarte Mistrzostwa Europy            | Miksty                                 | Zurich Enge                            | 25                                     |
| 2009                                   | San Remo                               | 4. Otwarte Mistrzostwa Europy            | Miksty                                 | Gwinner                                | 80                                     |
| 2007                                   | Antalya                                | 3. Otwarte Mistrzostwa Europy            | Open                                   | Bausback                               | 53                                     |
| 2007                                   | Antalya                                | 3. Otwarte Mistrzostwa Europy            | Miksty                                 | Gwinner                                | 41                                     |
| 2003                                   | Mentona                                | 1. Otwarte Mistrzostwa Europy            | Open                                   | Gwinner                                | 103                                    |
| 2003                                   | Mentona                                | 1. Otwarte Mistrzostwa Europy            | Miksty                                 | Saesseli                               | 96                                     |
| 2002                                   | Ostenda                                | 7. Mistrzostwa Europy Mikstów            | Miksty                                 | Alberti                                | 79                                     |
| 1998                                   | Akwizgran                              | 5. Mistrzostwa Europy Mikstów            | Miksty                                 | Langer                                 | 29                                     |
| 1980                                   | Kefar ha-Makkabbi                      | 7. Młodzieżowe Mistrzostwa Europy Teamów | Juniorzy                               | Germany                                | 4                                      |
| 1979                                   | Lozanna                                | 34. Mistrzostwa Europy Teamów            | Open                                   | Germany                                | 15                                     |
| 1978                                   | Stirling                               | 6. Młodzieżowe Mistrzostwa Europy Teamów | Juniorzy                               | Germany                                | 3                                      |

| Zawody europejskie. Konkurencja par | Zawody europejskie. Konkurencja par | Zawody europejskie. Konkurencja par | Zawody europejskie. Konkurencja par | Zawody europejskie. Konkurencja par | Zawody europejskie. Konkurencja par |
| Rok                                 | Miejsce                             | Zawody                              | Kategoria                           | Partner                             | Pozycja                             |
| ----------------------------------- | ----------------------------------- | ----------------------------------- | ----------------------------------- | ----------------------------------- | ----------------------------------- |
| 2013                                | Ostenda                             | 6. Otwarte Mistrzostwa Europy       | Miksty                              | Darina Langer                       | 155                                 |
| 2013                                | Ostenda                             | 6. Otwarte Mistrzostwa Europy       | Open                                | Nikolas Bausback                    | 215                                 |
| 2009                                | San Remo                            | 4. Otwarte Mistrzostwa Europy       | Open                                | Cédric Margot                       | 189                                 |
| 2009                                | San Remo                            | 4. Otwarte Mistrzostwa Europy       | Miksty                              | Darina Langer                       | 30                                  |
| 2007                                | Antalya                             | 3. Otwarte Mistrzostwa Europy       | Miksty                              | Darina Langer                       | 223                                 |
| 2003                                | Mentona                             | 1. Otwarte Mistrzostwa Europy       | Mikst                               | Darina Langer                       | 311                                 |
| 2003                                | Mentona                             | 1. Otwarte Mistrzostwa Europy       | Open                                | Florian Kunzli                      | 287                                 |
| 2002                                | Ostenda                             | 7. Mistrzostwa Europy Mikstów       | Mikst                               | Darina Langer                       | 392                                 |
| 2001                                | Sorrento                            | 11. Mistrzostwa Europy Par          | Open                                | Nikolas Bausback                    | 26                                  |
| 2000                                | Bellaria                            | 6. Mistrzostwa Europy Mikstów       | Mikst                               | Darina Langer                       | 229                                 |
| 1998                                | Akwizgran                           | 5. Mistrzostwa Europy Mikstów       | Mikst                               | Darina Langer                       | 176                                 |
| 1995                                | Rzym                                | 8. Mistrzostwa Europy Par           | Open                                | Andreas Pawlik                      | 83                                  |
| 1993                                | Bielefeld                           | 7. Mistrzostwa Europy Par           | Open                                | Andreas Pawlik                      | 43                                  |
| 1991                                | Montecatini                         | 6. Mistrzostwa Europy Par           | Open                                | Andreas Pawlik                      | 86                                  |
| 1989                                | Salsomaggiore                       | 5. Mistrzostwa Europy Par           | Open                                | Gordon Kolling                      | 13                                  |
| 1987                                | Paryż                               | 4. Mistrzostwa Europy Par           | Open                                | Gordon Kolling                      | 27                                  |

## Klasyfikacja
- Hans-Herman Gwinner – klasyfikacja EBL (ang.)
- Hans-Herman Gwinner – klasyfikacja WBF (ang.)